# Куса (река)
Куса (на английски: Coosa River) е един от двата основни притока на река Алабама, която тече в щатите Алабама и Джорджия в САЩ. Реката е около 451 км дълга.
Куса се образува от сливането на реките Останола и Етоуа близо до Рим, щата Джорджия, и тече на югозапад до мястото, където се слива с Талапуса, за да образуват заедно река Алабама южно от Уетумпка. Около 90% от реката се намира в Алабама.

## История
Американски индианци са живели в долината на Куса в продължение на хилядолетия, преди Ернандо де Сото и хората му да ги посетят през 1540 г. Вождеството Куса е едно от най-силните и големи племена в югоизточната част по това време.
Повече от век след идването на испанците в долината на Куса, британците основават трайни търговски постове сред криките в края на 17 век, за голямо разочарование на Франция. С база в Мобил, Алабама, французите смятат, че Куса е ключов път за навлизането в Юга и искат да наложат контрол над реката и нейната долина.
В началото на 18 век европейската и индианската търговия в Югоизтока е в застой заради Войната ямаси. След няколко години индианската търговска система е възобновена след няколко реформаторски политики. Конфликтът между французите и англичаните за долината на Куса и по-голямата част от Югоизтока като цяло продължава. Това съперничество продължава до победата на Англия над Франция в Седемгодишната война (също така известна като Френска и индианска война, след която Франция се отказва от своите владения на изток от река Мисисипи. Това се утвърждава в Парижкия договор, подписан от двете нации в 1763 г.
До края на Американската война за независимост долината на Куса е заета в долната част от криките, а в горната част от чероките. След клането при Форт Мимс близо до Мобил, генерал Андрю Джаксън пристига с американски войски и съюзници чероки, за да воюва с долните крики в Крикската война. Нейната кулминация е поражението на криките в битката при Хорсшу Бенд. След подписването на мирния договор във Форт Джаксън през 1814 г., криките са принудени да отстъпят голяма част от земите си на Съединените щати като им се оставя резерват между Куса и Tалапуса в Северна Алабама.
Накрая, през 1820-те и 1830-те години криките, чероките и почти всички останали югоизточни индианци са екстрадирани в Индианската територия (днешния щат Оклахома). Чероките помнят това изселване като „Пътя на сълзите“. След отстраняването на индианците пътят на запад за белите заселници е свободен.
Първият град в басейна на Куса е построен близо до последния водопад на реката, наречен „Дяволската стълба“. Заселниците скоро взимат индианското име на водопада за града, Уетумпка (което означава „гърмяща вода“ или „падащия поток“).
Куса е основен транспортен маршрут в началото на 20 век като търговски път за речни кораби, но бързеите и водопадите в долната част блокират достъпа на корабите до река Алабама и Мексиканския залив.
С построяването на язовири по Куса като Лей, Мичъл и Джордан се ликвидирамаларията, която е основен проблем за здравеопазването в селските райони на Алабама в началото на 1900-те. 

## Флора и фауна
В средната част на басейна на река Куса са документирани 281 растителни и животински вида, 23 от които са защитени от държавата. Много от тези видове са застрашени от изчезване. Опазване на биологичното разнообразие в басейна на реката е особено важно, тъй като вече значителна част от водната фауна е изчезнала.

## Притоци
Река Куса има стотици притоци, започвайки от река Конасауга и река Куса уати, които заедно образуват река Останола. Останола след това се слива с Етоуа в Рим, Джорджия, за да образуват река Куса.
Други значителни притоци са:
- Амикалола Крийк
- Армучи Крийк
- Биг Уилс Крийк
- Картекай
- Сидър Крийк
- Чатуга
- Чоколоко Крийк
- Коахула
- Елиджей
- Хачет Крийк
- Хийт Крийк
- Литъл Ривър
- Mайл Крийк
- Маунтън Крийк
- Ракун Крийк
- Рок Крийк
- Спринг Крийк
- Шугър Крийк
- Tъртъл Крийк
- Уигуфка Крийк

## Големи градове
По бреговете на река Куса има няколко населени места, най-значими от които са:
- Гадсдън, Алабама
- Рейнбоу Сити, Алабама
- Чилдърсбърг, Алабама
- Рим, Джорджия
- Джаксънвил, Алабама
- Уетумпка, Алабама